# Calanthe balansae
Calanthe balansae är en orkidéart som beskrevs av Achille Eugène Finet. Calanthe balansae ingår i släktet Calanthe och familjen orkidéer.
Artens utbredningsområde är Nya Kaledonien. Inga underarter finns listade i Catalogue of Life.